# Chrysometa schneblei
Chrysometa schneblei är en spindelart som beskrevs av Claude Lévi 1986. Chrysometa schneblei ingår i släktet Chrysometa och familjen käkspindlar. Inga underarter finns listade i Catalogue of Life.